# Munster Rugby
Munster Rugby(Em Irlandês: Rugbaí  Mumhan ) é uma das quatro equipes provincianas profissionais de Rugby union da ilha da Irlanda. Eles competem na Liga Pro 14 de Rugby e na Liga dos Campeões de Râguebi. A equipe representa a província Munster na Irish Rugby Football Union(IRFU) que é uma das quatro principais divisões da IRFU e responsável pelo rugby union na região geográfica de Munster na Irlanda.
Munster joga seus jogos de mandante primariamente no Thomond Park, no entanto os jogos de menor expressão são realizados no Irish Independent Park. A província joga majoritariamente de vermelho e o escudo da equipe consiste de uma bola de rugby estilizada com as três coroas que fazem parte da bandeira da província de Munster acompanhadas de um cerdo.
Munster se tornou profissional junto com as outras províncias irlandesas em 1995 e tem competido na Liga Pro 14 de Rugby (anteriormente chamada de Celtic League e PRO12) desde sua fundação em 2001, tendo competido anteriormente no Campeonato Anual Irlandês Interprovincial. Munster foi vencedor por três oportunidades do campeonato PRO14 e duas oportunidades da Liga dos Campões Europeus de Rugby.
Munster tomou notoriedade ao vencer a seleção neozelandesa de rugby, os All Blacks, no ano de 1978.

## Títulos
- 2 Liga dos Campeões de Râguebi - 2005-06, 2007-08
- 3 Liga Pro 14 de Rugby - 2002-03, 2008-09, 2010-11, 2022-23